# アレクサンデル・ベネディクト・ソビェスキ

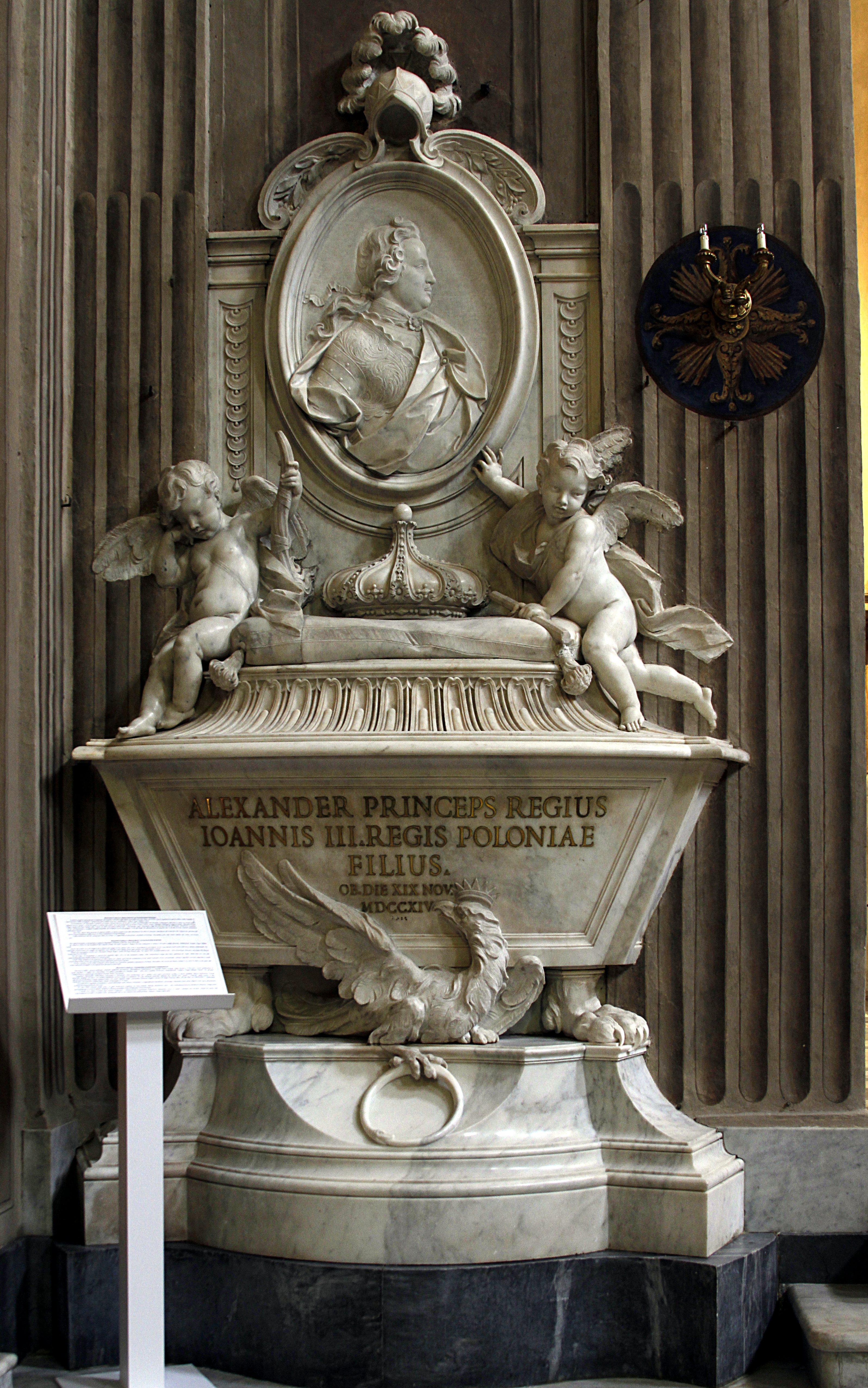
アレクサンデルの墓碑

アレクサンデル・ベネディクト・スタニスワフ・ソビェスキ（Aleksander Benedykt Stanisław Sobieski, 1677年9月9日 - 1714年11月16日）は、ポーランド・リトアニア共和国の貴族、詩人、劇作家。ポーランド王ヤン3世ソビェスキと王妃マリア・カジミェラの次男。ポーランド王子。

## 生涯
当代随一の学者・教師によって教育を受け、15歳までに多くの言語を流暢に話すことができた。1691年父のモルダヴィア遠征に従軍。1696年パリ訪問時にフランス王ルイ14世に謁見を許された際には、ヤロスワフ侯爵（markiz Jarosławski）として紹介された。1697年の父の死に際しては、ソビェスキ家の内紛によって兄ヤクプ・ルドヴィク・ソビェスキの対抗馬として次期国王候補の1人となるが、王位を得ることはできなかった。
1698年1月19日、弟コンスタンティ・ヴワディスワフ・ソビェスキと共に、新王アウグスト2世（強王）の戴冠を祝してワルシャワで舞踏会を開いている。アレクサンデルは強王に気に入られ、しばらく王の親しい友人として寵遇された。同年9月、強王が率いるタタール遠征に随行し、ピドハイツィの戦いに参加した。同年10月ローマに移住する母を見送ってイタリアに赴き、帰途11月にウィーンを訪れ、姻戚の神聖ローマ皇帝レオポルト1世夫妻の賓客となった。
1700年3月自らもローマに移住し、同月フランスのサン＝ミシェル騎士団騎士に叙任される。同年12月にはフランス聖座大使ルイ・ド・モナコ公を通じ同国の聖霊勲章を受けた。
1702年夏、駐ワルシャワフランス大使エロン侯爵により、ラーコーツィの独立戦争でハプスブルク家から離反したハンガリーの国王になるよう打診された。同年末には兄の所領オワヴァ公領を訪れたが、兄弟たちのアウグスト強王に対する王位奪取計画には加わらなかった。そのままヴロツワフに赴き、アウグスト強王の追放された妾エスターレ伯爵夫人と愛人関係を結んだ。
大北方戦争に巻き込まれると、1706年スウェーデン王カール12世によるザクセン遠征に従軍した。同年、アルトランシュテット条約でアウグスト強王の捕虜となっていた兄弟たちが解放された後は、政治的な事柄への関わりを一切拒んだ。
1709年よりローマの文芸学院アカデミア・デッラルカディアで、アルモンテ・カリーディオ（Armonte Calidio）の偽名で芸術家・著述家・人文学者たちとの討論会に参加するようになり、翌1710年にはローマに永住した。学院での集会中、アレクサンデルは頻繁に自作のラテン語詩を朗唱した。彼はまた生涯にわたり演劇をこよなく愛し、学院では自らオペラの改作を手掛けた。1710年から1713年にかけ、彼は母に仕える作曲家ドメニコ・スカルラッティ及び図案家・建築家フィリッポ・ユヴァラの協力を得て、複数のオペラの楽曲を完成させた。時折、自作のオペラに自ら出演することもあった。
最晩年の1714年カプチン会修道士となり、死後は同会傘下のサンタ・マリア・デッラ・コンチェツィオーネ・デイ・カプチーニ教会内霊廟に葬られた。

## 引用・脚注
1. ↑  Andrzej Januszajtis: Tego na pewno nie wiecie - Kiedy urodził się królewicz Aleksander, Gazeta Wyborcza, Magazyn Trójmiasto z 13 października 2017, s. 14
2. 1 2 3 4 5  http://www.wilanow-palac.pl/sobieski_aleksander_benedykt_stanislaw.html